# Fall Line (Film)
Fall Line ist ein Kurzfilm von Bob Carmichael und Greg Lowe aus dem Jahr 1980.

## Handlung
Der Film wirft einen Blick auf den neuen Extremsport Extremskifahren und folgt einem Mann auf den Gipfel eines Berges. Hier legt dieser Ski an und beginnt, den Berg auf waghalsigen Routen wieder hinabzufahren. Dabei bleiben Unfälle nicht aus: Beim ersten verliert er seinen Rucksack, beim zweiten sogar seine Ski, während er selbst in die Tiefe rutscht. Beide Stürze halten den Mann aber nicht davon ab, weiterzufahren, und so erreicht er bald leichtere Gefilde und das Tal ist zu sehen.

## Produktion
Fall Line wurde im Grand-Teton-Nationalpark in Wyoming gedreht. Erzähler des Films ist Ron Hayes. Die Filmbilder sind mit den Stücken Ard-Na-Greine von Pierre Moerlen und An American in England von Hansford Rowe unterlegt.
Fall Line lief unter anderem im Oktober 1981 auf dem Chicago International Film Festival.

## Auszeichnung
Fall Line wurde 1981 für einen Oscar in der Kategorie „Bester Kurzfilm“ nominiert.